# Eduard Stiefel
Eduard Ludwig Stiefel (Zurique, 21 de abril de 1909 — Zurique, 25 de novembro de 1978) foi um matemático suíço.
Juntamente com Cornelius Lanczos e Magnus Hestenes, inventou o método do gradiente conjugado, e obteve o que é agora entendido como uma construção parcial das classes de Stiefel-Whitney de um fibrado vetorial real, fundando assim o estudo das classes características.
Stiefel entrou no Instituto Federal de Tecnologia de Zurique em 1928. Obteve o doutorado em 1935, orientado por Heinz Hopf, com a tese "Richtungsfelder und Fernparallelismus in n-dimensionalen Mannigfaltigkeiten". Stiefel completou sua habilitação em 1942. Além de suas pesquisas acadêmicas, Stiefel foi também oficial militar ativo, atingindo a patente de coronel do exército suíço durante a Segunda Guerra Mundial.

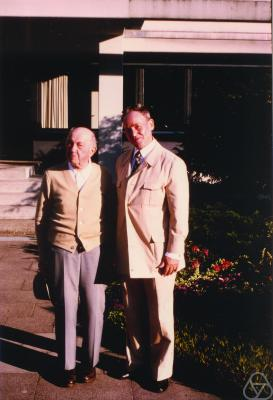
Eduard Stiefel (direita) com Otto Volk no Instituto de Pesquisas Matemáticas de Oberwolfach, 1978

Em 1948 Stiefel tornou-se professor do Instituto Federal de Tecnologia de Zurique, e no mesmo ano fundou o Instituto de Matemática Aplicada. O objetivo do novo instituto foi o projeto e construção de um computador eletrônico (o Elektronische Rechenmaschine der ETH, ou ERMETH). A partir de agosto de 1951 passou um ano nos Estados Unidos. Durante este tempo encontrou-se com Magnus Hestenes e muitos outros pesquisadores do National Institute of Standards and Technology, com quem esteve em estreito contato durante sua carreira em Zurique.